# ISO 26000
Die ISO 26000 ist ein Leitfaden, der Orientierung und Empfehlungen gibt, wie sich Organisationen jeglicher Art verhalten sollten, damit sie als gesellschaftlich verantwortlich angesehen werden können. Der Leitfaden wurde im November 2010 veröffentlicht und seine Anwendung ist freiwillig. In Deutschland ist diese Norm als DIN EN ISO 26000 mit Ausgabedatum April 2021 veröffentlicht.
ISO 26000 ist keine zertifizierbare Managementsystem-Norm wie ISO 9001 oder ISO 14001. In der Zielsetzung des Leitfadens (Dokument N191, Kopenhagen, Mai 2010) heißt es dazu: „This International Standard is not a management system standard. It is not intended or appropriate for certification purposes or regulatory or contractual use. Any offer to certify, or claims to be certified, to ISO 26000 would be a misrepresentation of the intent and purpose and a misuse of this International Standard. As this International Standard does not contain requirements, any such certification would not be a demonstration of conformity with this International Standard.“
Das bedeutet sinngemäß: „Diese Internationale Norm ist keine Managementsystem-Norm. Sie ist für Zertifizierungszwecke oder für die Nutzung in staatlichen Regelsetzungen oder Verträgen weder vorgesehen noch geeignet. Zertifizierungsangebote oder Erklärungen, nach ISO 26000 zertifiziert zu sein, stellen eine Fehleinschätzung von Zielsetzung und Zweck sowie einen Missbrauch dieses Internationalen Standards dar. Weil diese Internationale Norm keine Anforderungen beschreibt, wäre jede derartige Zertifizierung keine Konformitätsaussage zu dieser Internationalen Norm.“

## Gliederung
Die ISO 26000 gliedert sich in sieben Abschnitte, Anhang und Literaturverweise:
1. Anwendungsbereich;
2. Begriffe und Definitionen;
3. Verständnis gesellschaftlicher Verantwortung;
4. Sieben Grundsätze gesellschaftlicher Verantwortung. Dazu zählen Rechenschaftspflicht, Transparenz, ethisches Verhalten, Achtung der Interessen der Stakeholder, Achtung der Rechtsstaatlichkeit, Achtung internationaler Verhaltensstandards und Achtung der Menschenrechte.
5. Die Anerkennung der gesellschaftlichen Verantwortung sowie die Identifizierung und Einbindung der Interessengruppen;
6. Handlungsfelder für sieben Kernthemen: Organisationsführung, Menschenrechte, Arbeitspraktiken, die Umwelt (Ökologie), faire Betriebs- und Geschäftspraktiken, Konsumentenbelange, regionale Einbindung und Entwicklung der Gemeinschaft.
7. Handlungsempfehlungen zur organisationsweiten Integration gesellschaftlicher Verantwortung.

## Geschichte und Ziele
Der Leitfaden umfasst „erstrebenswerte beispielhafte Anwendungen“ (Best Practices) gesellschaftlich verantwortlichen Handelns von Organisationen. Er ist sowohl mit den Richtlinien der Vereinten Nationen UN als auch mit denen der internationalen Arbeitsorganisation ILO verträglich.
Die Zweckmäßigkeit eines solchen Leitfadens kristallisierte sich im Jahr 2002 in der Arbeitsgruppe ISO/COPOLCO heraus und deren Umsetzung wurde im Jahr 2004 offiziell gestartet. Zuletzt arbeiteten über 90 Länder und über 40 Organisationen in der ISO 26000 Arbeitsgruppe. Den Vorsitz hatten die ISO-Mitgliedsländer Brasilien und Schweden.
Der Leitfaden soll helfen, Organisationen von der guten Absicht zur guten Praxis zu bewegen. Da ISO 26000 jedoch – anders als bisherige Normen z. B. aus den Bereichen „Umwelt“ (wie ISO 14001) oder „Soziales“ (wie SA8000) – nicht als zertifizierbarer Managementsystem-Standard konzipiert ist, wird diskutiert, welchen Beitrag der Leitfaden zur Durchsetzung von gesellschaftlicher Verantwortung liefert und ob es sich hierbei unter Umständen sogar um einen vollständig neuen Standardtypus handelt.

## Inhalt der ISO 26000
Als wesentliche Praktiken zur Verankerung gesellschaftlicher Verantwortung macht die ISO 26000 zwei Punkte aus:
1. Anerkennung der gesellschaftlichen Verantwortung und
2. Identifizierung und Einbringung der Anspruchsgruppen.

Weiter beschreibt sie innerhalb von sieben Kernthemen diverse Handlungsfelder und gibt entsprechende Empfehlungen. Als gedankliche Leitlinie dienen dabei wiederum sieben Prinzipien gesellschaftlicher Verantwortung.
Bei den Kernthemen handelt es sich um:
1. Organisationsführung,
2. Menschenrechte,
3. Arbeitspraktiken,
4. Umwelt,
5. faire Betriebs- und Geschäftspraktiken,
6. Konsumentenanliegen und
7. Einbindung und Entwicklung der Gemeinschaft.

Das Kernthema Organisationsführung nimmt insoweit eine Sonderstellung ein, dass es selbst Kernthema ist und andererseits aber auch Voraussetzung für die anderen sechs Kernthemen. Zu jedem Kernthema führt die ISO 26000 Handlungsfelder an und stellt dazu entsprechende Handlungserwartungen an gesellschaftlich verantwortliche Organisationen auf.
Die Prinzipien lauten:
1. Rechenschaftspflicht,
2. Transparenz,
3. ethisches Verhalten,
4. Achtung der Interessen der Stakeholder,
5. Achtung der Rechtsstaatlichkeit,
6. Achtung internationaler Verhaltensstandards sowie
7. Achtung der Menschenrechte.